# الصالبة (حريب)

تعديل مصدري - تعديل

الصالبة هي إحدى قرى عزلة القحيطة بمديرية حريب التابعة لمحافظة مأرب، بلغ تعداد سكانها 2077 نسمة حسب تعداد اليمن لعام 2004.